# Лукаш Піщек
Лу́каш Пі́щек (пол. Łukasz Piszczek, нар. 3 червня 1985, Чеховіце-Дзедзіце) — польський футболіст, правий захисник клубу «Ґочалковіце-Здруй» та національної збірної Польщі.

## Клубна кар'єра
Вихованець футбольної школи клубу «Гварек» (Забже).
2004 року уклав контракт з берлінською «Гертою», втім відразу ж був відданий в оренду до польського клубу «Заглемб'є» (Любін). Відіграв за команду з Любіна наступні три сезони своєї ігрової кар'єри. Більшість часу, проведеного у складі любінського «Заглембє», був основним гравцем захисту команди.
2007 року повернувся до Берліна, де поступово гравцем основного складу «Герти». Протягом наступних трьох сезонів відіграв за неї 51 матч чемпіонату.
До складу дортмундської «Боруссії» приєднався 2010 року. В новому клубі відразу став стабільно потрапляти до стартового складу. В сезоні 2010-11 став у складі «Боруссії» чемпіоном Німеччини, а в сезоні 2011-12 допоміг команді захистити чемпіонський титул.

## Виступи за збірну
2008 року дебютував в офіційних матчах у складі національної збірної Польщі. Наразі провів у формі головної команди країни 22 матчі.
У складі збірної був учасником чемпіонату Європи 2008 року в Австрії та Швейцарії.

## Титули і досягнення
- Чемпіон Польщі (1):

«Заглембє» (Любін): 2006-07
- Чемпіон Німеччини (2):

«Боруссія» (Дортмунд): 2010-11, 2011-12
- Володар Кубка Німеччини (3):

«Боруссія» (Дортмунд): 2011-12, 2016–17, 2020-21
- Володар Суперкубка Німеччини (3):

«Боруссія» (Дортмунд): 2013, 2014, 2019